# 百怪図巻
『百怪図巻』（ひゃっかいずかん）は、英一蝶の門人である江戸時代中期の画家・佐脇嵩之（さわき すうし、1707年-1772年）によって元文2年（1737年）に描かれた、妖怪を主題とした絵巻物である。
風俗史研究家・日本画家の吉川観方（1894年-1979年）の旧蔵品であり、現在は福岡市博物館が所蔵している。

## 概要
絵巻の奥書きに「本書、古法眼元信筆 阿部周防守正長写 元文第二丁巳冬日 佐嵩指写」とあり、「古法眼元信」とは室町時代後期の絵師・狩野元信を指すことから、本書は元信の描いたと伝来されていた写本をさらに嵩之が模写したものとされる。
本作品には全30点の妖怪画が収録されており、筆致は丁寧で質の高い作品とされている。制作年代が明確にわかり、異同なく同一数の妖怪を収録した絵巻がほかにも存在することから、図鑑的なえがき方をされた妖怪絵巻のなかでも標準的な作品であり、現代における妖怪を描いた絵巻物の研究にあたっては指標となり得る不可欠な作品の一つであるとも評されている。

## 主な類例作品
江戸時代に描かれた作品には、本作品とほぼ同じ配列・構成によって描かれた絵巻物が存在している。ただし奥書などが書かれておらず制作年が明確でないものが多い。そのため前後関係は明確では無い。
構成される妖怪がほぼ同じ主な作例（数が下回る例も含む）
- 『化物づくし』（個人蔵）　-巻末には「鳥羽僧正真筆」とある[2]
- 『化物絵巻』（川崎市市民ミュージアム蔵）　-『百怪図巻』よりも収録数は少ない[2]

構成される妖怪が増えている主な作例
- 『化物づくし絵巻』（個人蔵）1802年　-狩野派の画家・狩野由信よるもの。『百怪図巻』などよりも少し数は多く、35種が収録されている[3][4]
- 『化物之繪』（アメリカ合衆国　ブリガムヤング大学・ハロルド・B・リー図書館蔵） -『百怪図巻』などより収録妖怪数は多く、海坊主・海男・ぬりかべなども描かれている。L・トム・ペリー特別文庫所蔵のハリー・F・ブルーニング　コレクションの一つ。[5][6]

## 影響

### 画図百鬼夜行
江戸時代の妖怪を描いた作品として知られる浮世絵師・鳥山石燕の『画図百鬼夜行』（1776年）も、この絵巻物に見られる妖怪を多く収録している点から、石燕は同書の制作にあたり、同系統の絵巻を参照したとみられている。わうわう（苧うに）、目ひとつぼう（青坊主）、あか口（赤舌）、ぬけくび（飛頭蛮）などは名称が『画図百鬼夜行』ではそれぞれ括弧内のものに変わっているほか、「髪切」は描かれておらず同様に手がはさみ状になっている「網切」が描かれている。
また、「夢のせいれい（夢の精霊）」のみ『画図百鬼夜行』との対応が明確になっていないが、妖怪研究家・多田克己は「夢」の字が「草」の草書体に似ていることから（「草の精霊」としている文献もあるため）「木魅」、または「夢」の意味に通じることから「反枕（まくらがえし）」が『画図百鬼夜行』における「夢のせいれい」に適当する妖怪なのではないかと考察している。

### 百鬼夜行絵巻（松井文庫）
江戸時代に描かれた松井文庫に所蔵されている『百鬼夜行絵巻 (松井文庫)』（1832年）にも、この絵巻物に見られる妖怪はほぼ収録されているが、おとろし（毛一杯）かみきり（天狗裸子）うわん（元興寺）など、呼称が変わっているものが見られる。『百怪図巻』の30体を大きく越えた数の妖怪が描かれているが、増えている妖怪たちがどのような経緯で加わっていったのかは、まだ研究が進んでいない部分も多く明確ではない。

## 作品一覧

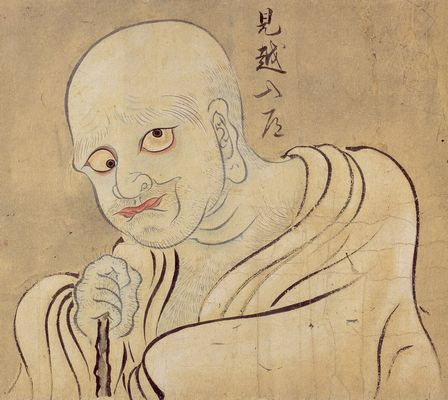
見越入道
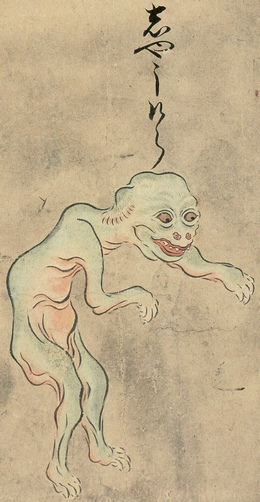
しやうけら
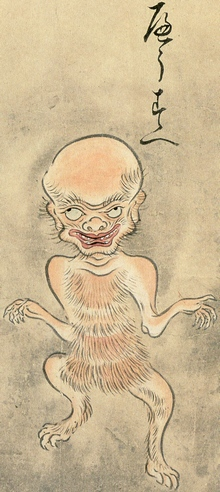
へうすへ
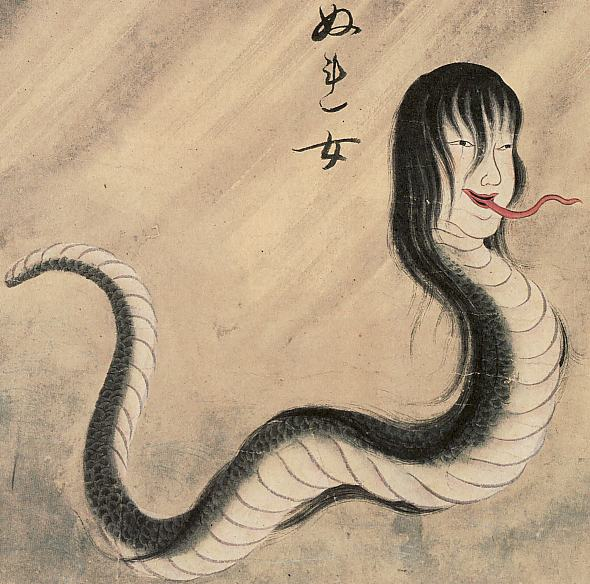
ぬれ女
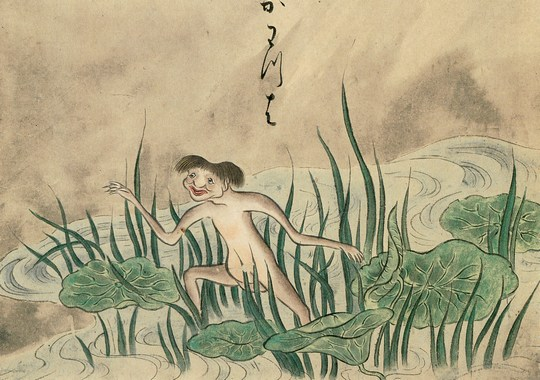
かわつは
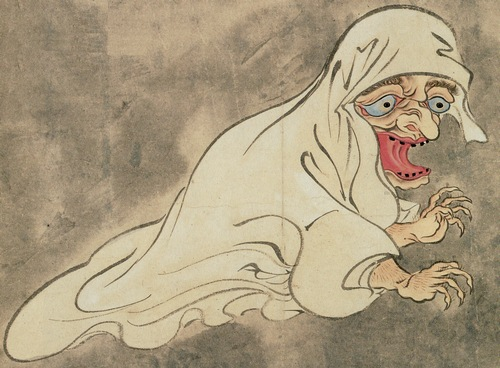
がごぜ
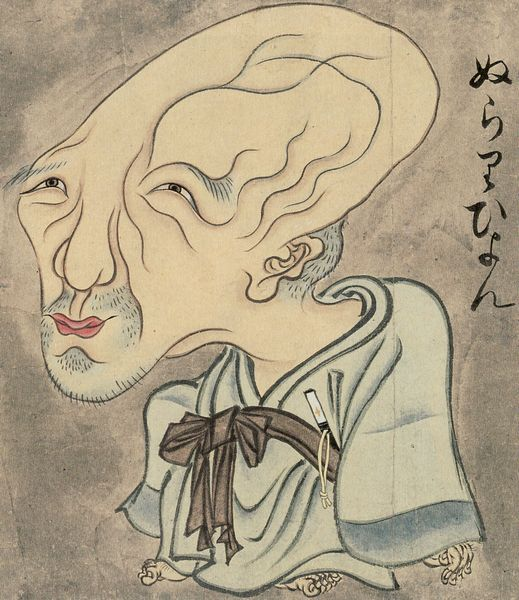
ぬらりひょん
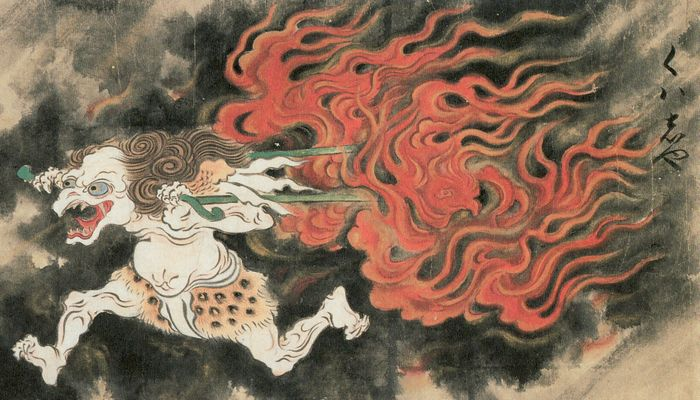
火車
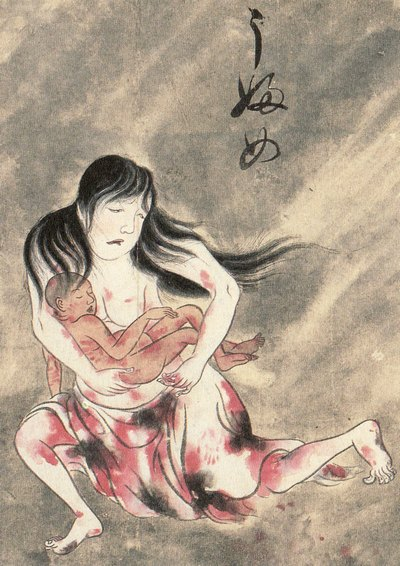
うぶめ
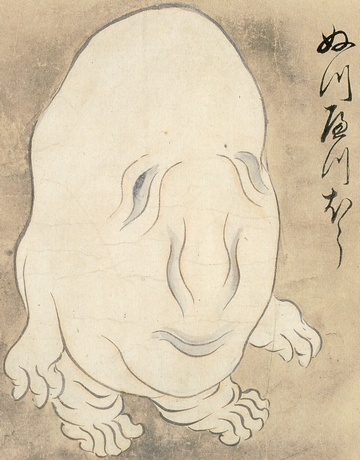
ぬつへつほう
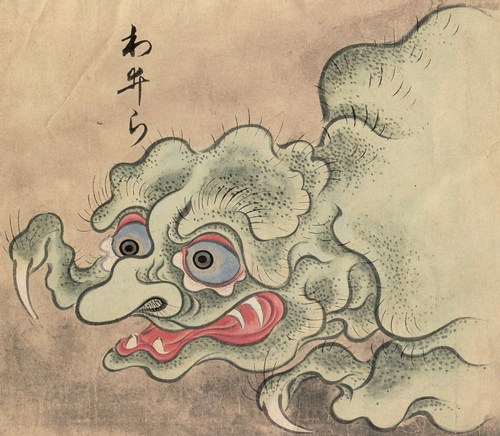
わいら
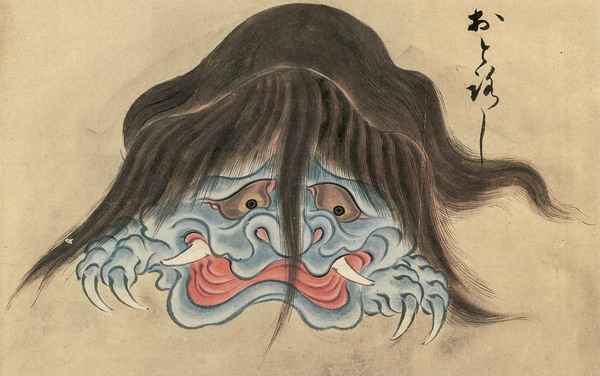
おとろし
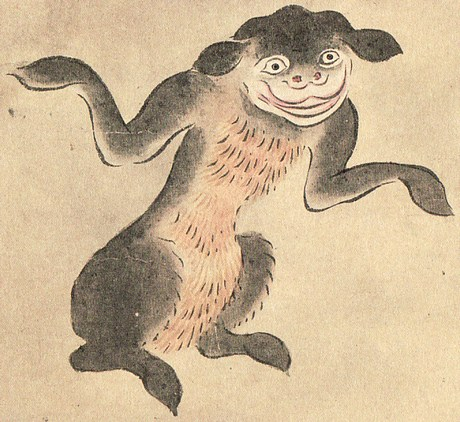
山びこ
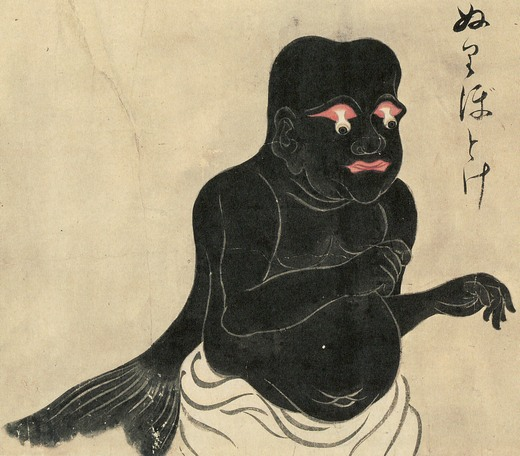
ぬりぼとけ
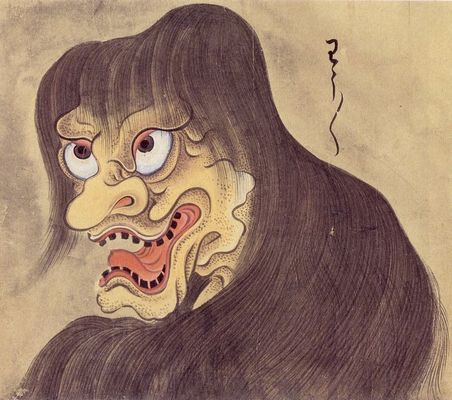
わうわう
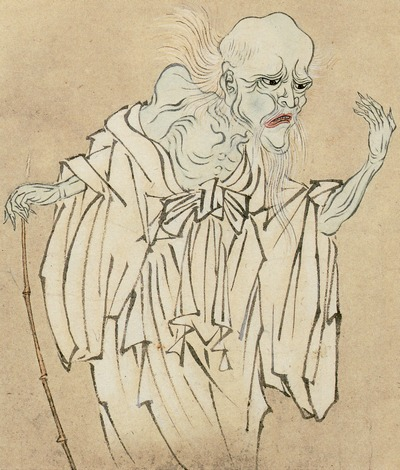
夢のせいれい
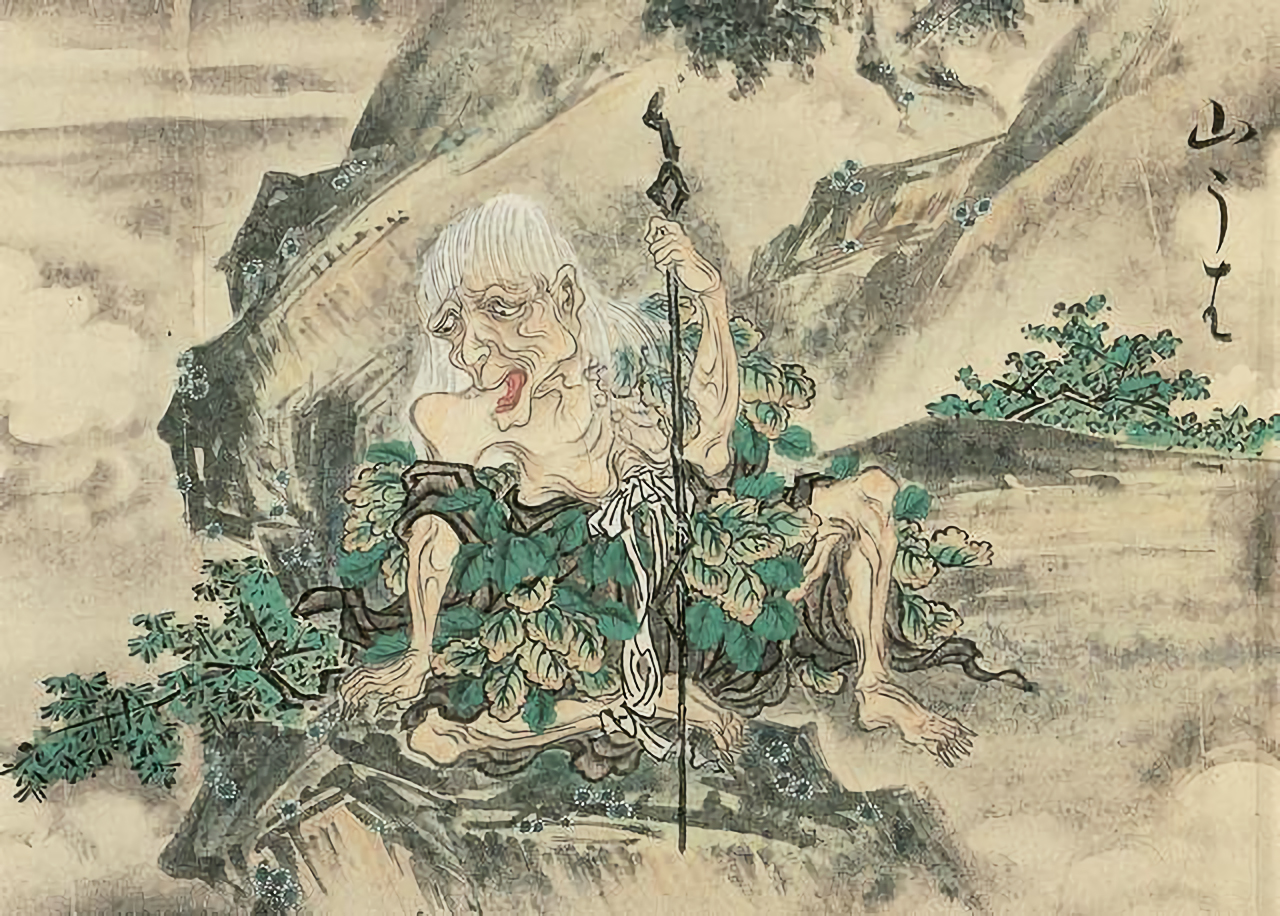
山うは
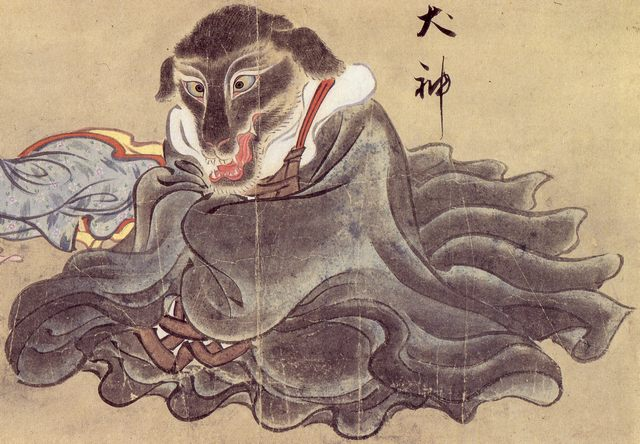
犬神
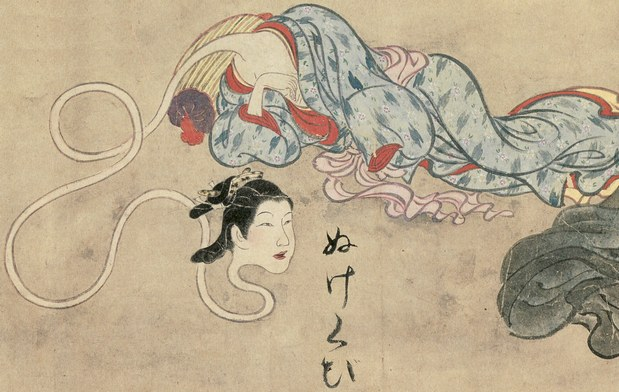
ぬけくび
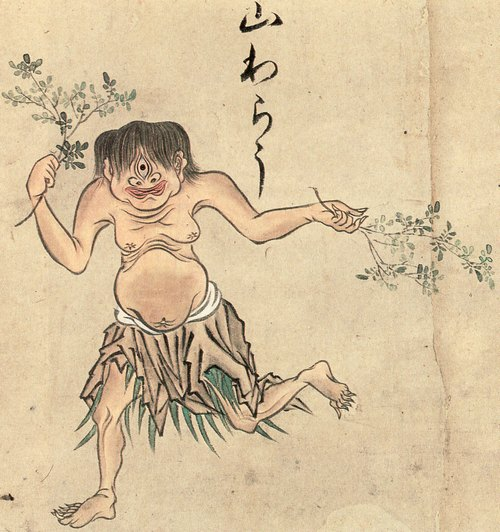
山わらう
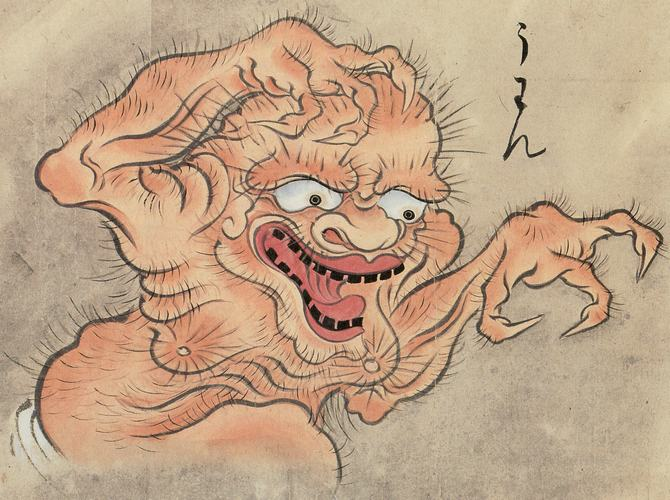
うわん
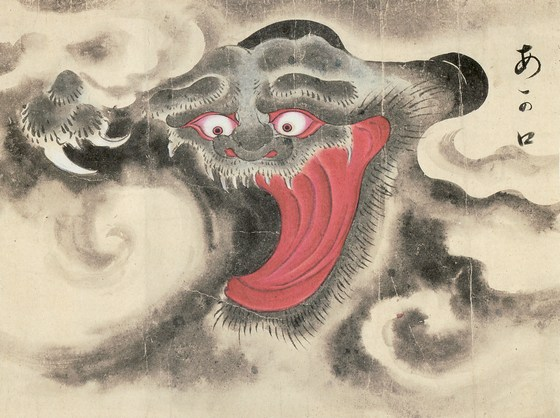
あか口
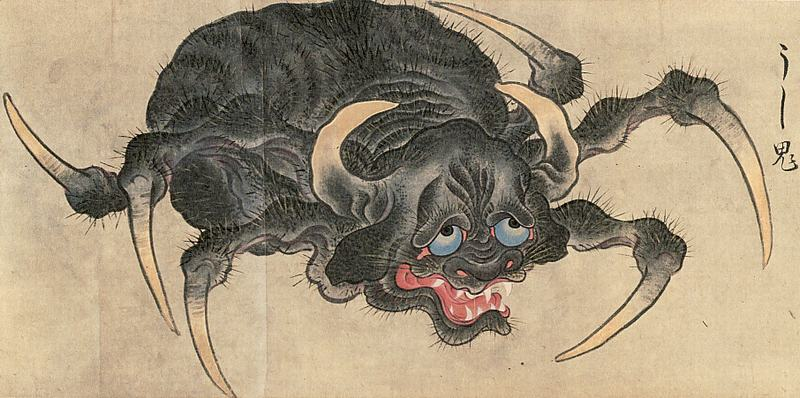
うし鬼
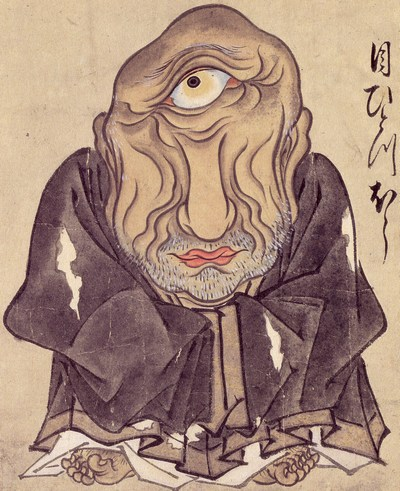
目ひとつぼう
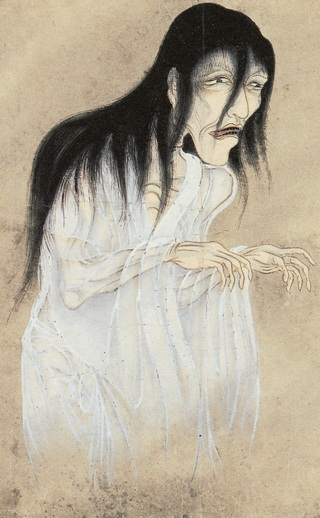
ゆふれゐ
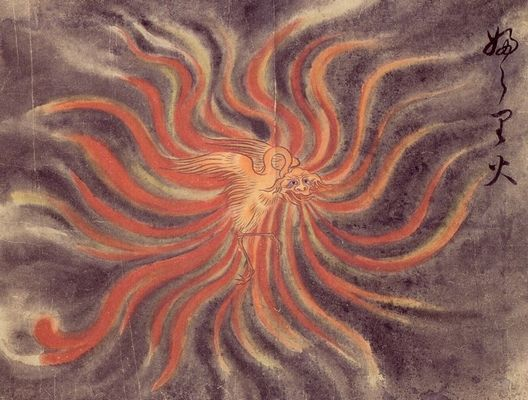
ふらり火
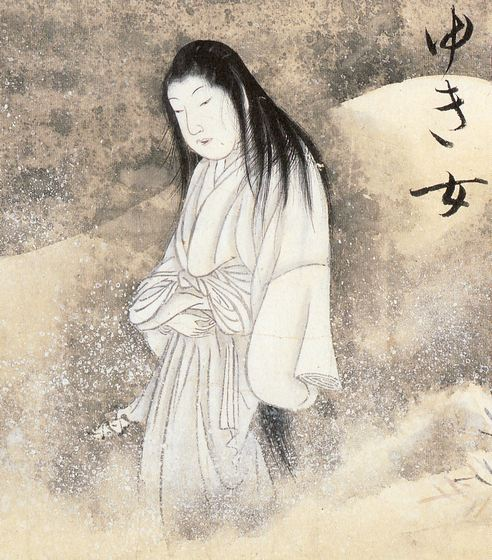
ゆき女
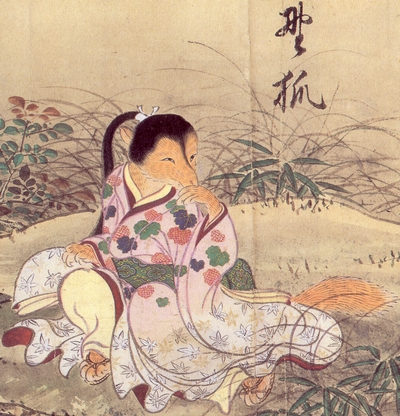
野狐
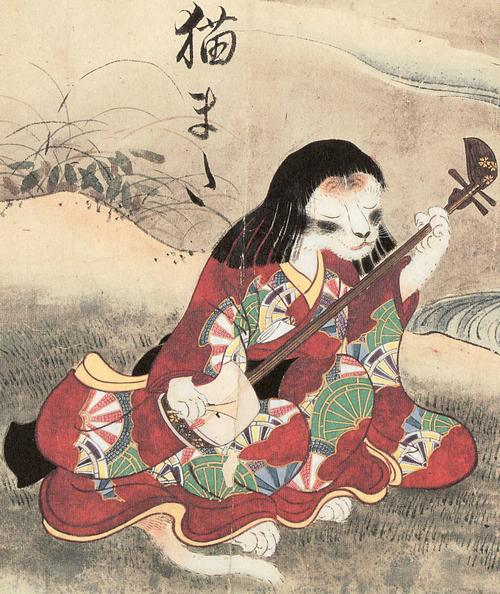
猫また
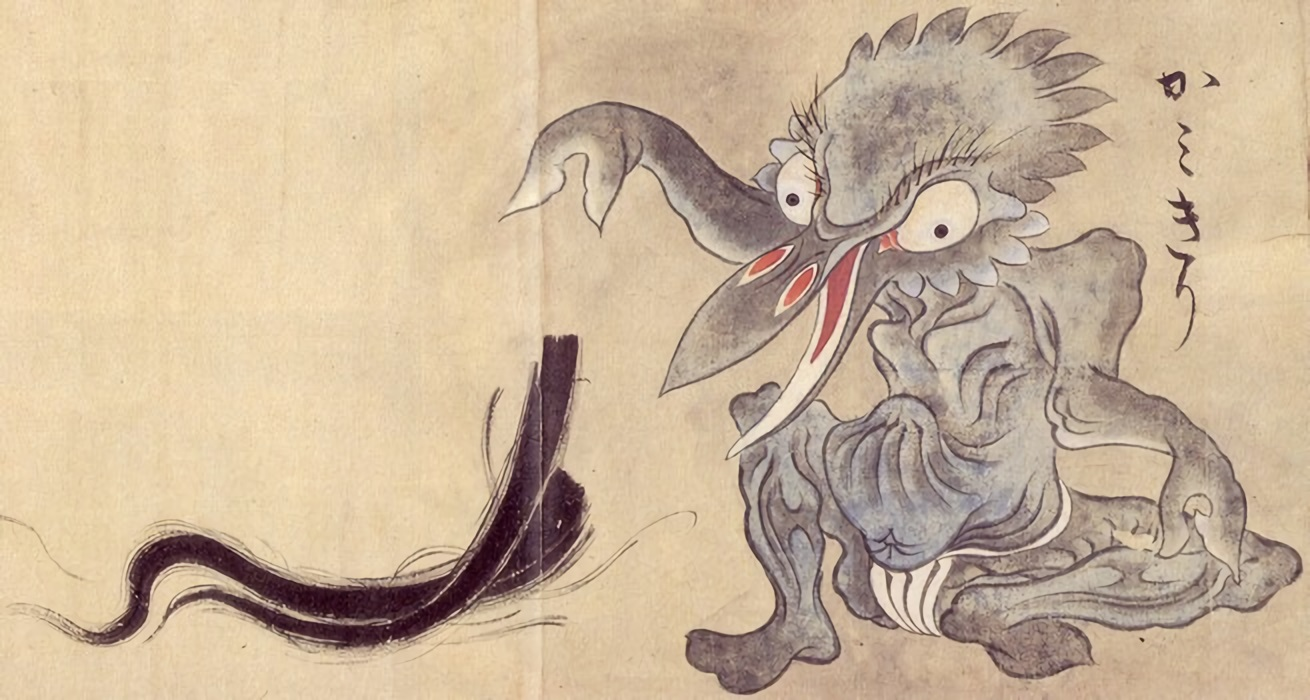
かみきり